# Manchester United F.C. mùa bóng 1960–61
Mùa giải 1960-61 là mùa giải lần thứ 59 của Manchester United ở The Football League và mùa giải thứ 16 liên tiếp của đội bóng ở Giải hạng nhất Anh. Đây cũng là mùa giải đầu tiên của United trong buổi khai mạc giải đấu Cúp Liên đoàn bóng đá Anh và cho lần thứ hai trong hai mùa giải liên tiếp đứng vị trí thứ bảy trong giải đấu.

## First Division
| Thời gian               | Đối thủ                 | H/A | Tỷ số Bt-Bb | Cầu thủ ghi bàn                             | Số lượng khán giả |
| ----------------------- | ----------------------- | --- | ----------- | ------------------------------------------- | ----------------- |
| 20 tháng 8 năm 1960     | Blackburn Rovers        | H   | 1 – 3       | Charlton                                    | 47,778            |
| 24 tháng 8 năm 1960     | Everton                 | A   | 0 – 4       |                                             | 51,602            |
| 31 tháng 8 năm 1960     | Everton                 | H   | 4 – 0       | Dawson (2), Charlton, Nicholson             | 51,818            |
| 3 tháng 9 năm 1960      | Tottenham Hotspur       | A   | 1 – 4       | Viollet                                     | 55,445            |
| 5 tháng 9 năm 1960      | West Ham United         | A   | 1 – 2       | Quixall                                     | 30,506            |
| 10 tháng 9 năm 1960     | Leicester City          | H   | 1 – 1       | Giles                                       | 35,493            |
| 14 tháng 9 năm 1960     | West Ham United         | H   | 6 – 1       | Charlton (2), Viollet (2), Quixall, Scanlon | 33,695            |
| 17 tháng 9 năm 1960     | Aston Villa             | A   | 1 – 3       | Viollet                                     | 43,593            |
| 24 tháng 9 năm 1960     | Wolverhampton Wanderers | H   | 1 – 3       | Charlton                                    | 44,458            |
| 1 tháng 10 năm 1960     | Bolton Wanderers        | A   | 1 – 1       | Giles                                       | 39,197            |
| 15 tháng 10 năm 1960    | Burnley                 | A   | 3 – 5       | Viollet (3)                                 | 32,011            |
| 22 tháng 10 năm 1960    | Newcastle United        | H   | 3 – 2       | Dawson, Setters, Stiles                     | 37,516            |
| 24 tháng 10 năm 1960    | Nottingham Forest       | H   | 2 – 1       | Viollet (2)                                 | 23,628            |
| 29 tháng 10 năm 1960    | Arsenal                 | A   | 1 – 2       | Quixall                                     | 45,715            |
| 5 tháng 11 năm 1960     | Sheffield Wednesday     | H   | 0 – 0       |                                             | 36,855            |
| 12 tháng 11 năm 1960    | Birmingham City         | A   | 1 – 3       | Charlton                                    | 31,549            |
| 19 tháng 11 năm 1960    | West Bromwich Albion    | H   | 3 – 0       | Dawson, Quixall, Viollet                    | 32,756            |
| 26 tháng 11 năm 1960    | Cardiff City            | A   | 0 – 3       |                                             | 21,122            |
| 3 tháng 12 năm 1960     | Preston North End       | H   | 1 – 0       | Dawson                                      | 24,904            |
| 10 tháng 12 năm 1960    | Fulham                  | A   | 4 – 4       | Quixall (2), Charlton, Dawson               | 23,625            |
| 17 tháng 12 năm 1960    | Blackburn Rovers        | A   | 2 – 1       | Pearson (2)                                 | 17,285            |
| 24 tháng 12 năm 1960    | Chelsea                 | A   | 2 – 1       | Dawson, Charlton                            | 37,601            |
| 26 tháng 12 năm 1960    | Chelsea                 | H   | 6 – 0       | Dawson (3), Nicholson (2), Charlton         | 50,164            |
| 31 tháng 12 năm 1960    | Manchester City         | H   | 5 – 1       | Dawson (3), Charlton (2)                    | 61,213            |
| 16 tháng 1 năm 1961     | Tottenham Hotspur       | H   | 2 – 0       | Pearson, Stiles                             | 65,295            |
| 21 tháng 1 năm 1961     | Leicester City          | A   | 0 – 6       |                                             | 31,308            |
| 4 tháng 2 năm 1961      | Aston Villa             | H   | 1 – 1       | Charlton                                    | 33,525            |
| 11 tháng 2 năm 1961     | Wolverhampton Wanderers | A   | 1 – 2       | Nicholson                                   | 38,526            |
| 18 tháng 2 năm 1961     | Bolton Wanderers        | H   | 3 – 1       | Dawson (2), Quixall                         | 37,558            |
| 25 tháng 2 năm 1961     | Nottingham Forest       | A   | 2 – 3       | Charlton, Quixall                           | 26,850            |
| 4 tháng 3 năm 1961      | Manchester City         | A   | 3 – 1       | Charlton, Dawson, Pearson                   | 50,479            |
| 11 tháng 3 năm 1961     | Newcastle United        | A   | 1 – 1       | Charlton                                    | 28,870            |
| 18 tháng 3 năm 1961     | Arsenal                 | H   | 1 – 1       | Moir                                        | 29,732            |
| 25 tháng 3 năm 1961     | Sheffield Wednesday     | A   | 1 – 5       | Charlton                                    | 35,901            |
| 31 tháng 3 năm 1961     | Blackpool               | A   | 0 – 2       |                                             | 30,835            |
| 1 tháng 4 năm 1961      | Fulham                  | H   | 3 – 1       | Charlton, Quixall, Viollet                  | 24,654            |
| ngày 3 tháng 4 năm 1961 | Blackpool               | H   | 2 – 0       | Nicholson, own goal                         | 39,169            |
| 8 tháng 4 năm 1961      | West Bromwich Albion    | A   | 1 – 1       | Pearson                                     | 27,750            |
| 12 tháng 4 năm 1961     | Burnley                 | H   | 6 – 0       | Quixall (3), Viollet (3)                    | 25,019            |
| 15 tháng 4 năm 1961     | Birmingham City         | H   | 4 – 1       | Pearson (2), Quixall, Viollet               | 28,376            |
| 22 tháng 4 năm 1961     | Preston North End       | A   | 4 – 2       | Charlton (2), Setters (2)                   | 21,252            |
| 29 tháng 4 năm 1961     | Cardiff City            | H   | 3 – 3       | Charlton (2), Setters                       | 30,320            |

| # | Câu lạc bộ        | Tr | T  | H  | B  | Bt | Bb | Hs  | Điểm |
| - | ----------------- | -- | -- | -- | -- | -- | -- | --- | ---- |
| 6 | Leicester City    | 42 | 18 | 9  | 15 | 87 | 70 | +17 | 45   |
| 7 | Manchester United | 42 | 18 | 9  | 15 | 88 | 76 | +12 | 45   |
| 8 | Blackburn Rovers  | 42 | 15 | 13 | 14 | 77 | 76 | +1  | 43   |

## FA Cup
| Thời gian           | Vòng đấu       | Đối thủ             | H/A | Tỷ số Bt-Bb | Cầu thủ ghi bàn      | Số lượng khán giả |
| ------------------- | -------------- | ------------------- | --- | ----------- | -------------------- | ----------------- |
| 7 tháng 1 năm 1961  | Vòng 3         | Middlesbrough       | H   | 3 – 0       | Dawson (2), Cantwell | 49,184            |
| 28 tháng 1 năm 1961 | Vòng 4         | Sheffield Wednesday | A   | 1 – 1       | Cantwell             | 58,000            |
| 1 tháng 2 năm 1961  | Vòng 4 Đấu lại | Sheffield Wednesday | H   | 2 – 7       | Dawson, Pearson      | 65,243            |

## League Cup
| Thời gian            | Vòng đấu       | Đối thủ       | H/A | Tỷ số Bt-Bb | Cầu thủ ghi bàn             | Số lượng khán giả |
| -------------------- | -------------- | ------------- | --- | ----------- | --------------------------- | ----------------- |
| 19 tháng 10 năm 1960 | Vòng 1         | Exeter City   | A   | 1 – 1       | Dawson                      | 14,494            |
| 26 tháng 10 năm 1960 | Vòng 1 Đấu lại | Exeter City   | H   | 4 – 1       | Quixall (2), Giles, Pearson | 15,662            |
| 2 tháng 11 năm 1960  | Vòng 2         | Bradford City | A   | 1 – 2       | Viollet                     | 4,670             |